# Черново (Забайкальский край)
Черно́во — село в Читинском районе Забайкальского края России. Входит в состав сельского поселения «Колочнинское». Основано в 1671 году.

## География
Село находится в центральной части района, на левом берегу реки Ингода, на расстоянии 10 км к юго-востоку от села Колочное 2-е, центра сельского поселения, и примерно 1 км (по прямой) к юго-юго-западу (SSW) от города Чита, административного центра района и края. Абсолютная высота — 657 м над уровнем моря.
Климат
Климат характеризуется как резко континентальный с продолжительной холодной малоснежной зимой и коротким тёплым летом. Среднегодовая температура воздуха составляет −4,3 — −2,5 °С. Средняя многолетняя температура самого холодного месяца (января) составляет −28 — −20 °С, температура самого тёплого (июля) — 15 — 18 °С. Среднегодовое количество осадков — 300—400 мм.
Часовой пояс
Село Черново находится в часовой зоне МСК+6. Смещение применяемого времени относительно UTC составляет +9:00.

## Население
| 2010 | 2021 |
| ---- | ---- |
| 277  | ↘272 |

Половой состав
По данным Всероссийской переписи населения 2010 года, в гендерной структуре населения мужчины составляли 46,6 %, женщины — соответственно 53,4 %.
Национальный состав
Согласно результатам переписи 2002 года, в национальной структуре населения русские составляли 99 % из 271 чел.

## Инфраструктура
В селе действует фельдшерско-акушерский пункт.